# Hendrik Hondius den äldre

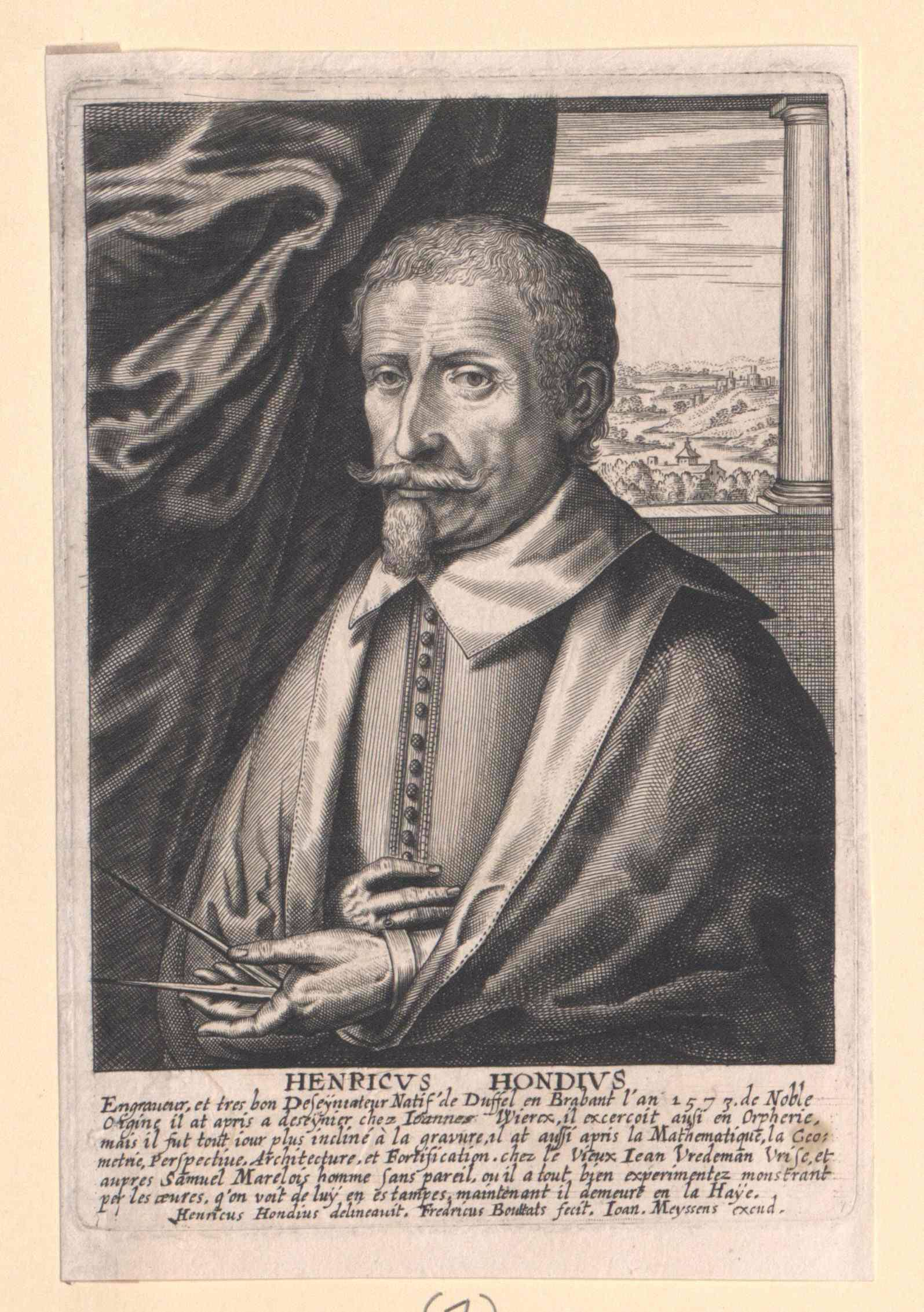
Hendrik Hondius den äldre.

Hendrik Hondius, född 1573, död 1650, var en nederländsk kopparstickare och förläggare. Han var far till Willem Hondius.
Hondius upptogs i Haags konstnärsgille 1597. Han utförde stick av landskap och porträtt, ett stort antal efter andra mästare såsom Pieter Bruegel d.ä.. Hondius var även verksam som arkitektur- och militärteoretiker.